# Пальчовиці
Пальчовиці (пол. Palczowice) — село в Польщі, у гміні Затор Освенцимського повіту Малопольського воєводства.
Населення — 478 осіб (2011).

## Історія
У 1975-1998 роках село належало до Бельського воєводства, підпорядковувалося районній адміністрації в Освенцимі.

## Демографія
Демографічна структура станом на 31 березня 2011 року:
|          | Загалом | Допрацездатний вік | Працездатний вік | Постпрацездатний вік |
| -------- | ------- | ------------------ | ---------------- | -------------------- |
| Чоловіки | 243     | 42                 | 167              | 34                   |
| Жінки    | 235     | 47                 | 139              | 49                   |
| Разом    | 478     | 89                 | 306              | 83                   |